# 土田プロダクション
株式会社土田プロダクション（つちだプロダクション）は、かつて存在した日本のアニメ制作会社。

## 概要・沿革
放送動画制作出身の土田治が、オフィス・ユニ（アニメの背景・美術を手掛ける企業、スタジオ・ユニとは別）のスタッフを経て、作画・演出・仕上げを手掛けるアニメ下請制作会社として1974年頃に創立。設立当初は、『ドカベン』等の日本アニメーション作品のグロス請け等を中心に活動していたが、1980年、『がんばれゴンベ』より元請制作を開始した。1982年制作の『さすがの猿飛』以降は、NAS制作作品の実制作を主に手掛けた。なお、本社は1984年時点では、東京都練馬区富士見台2丁目5番4号に所在した「富士見台第一ビル」内にあった（同ビルは、後に撤去され、現存していない）。
1983年から制作に関与した『キャプテン翼』で一躍脚光を浴びるも、経営不振に陥る。『キャプテン翼』と同時進行で制作していた『ハイスクール!奇面組』は、当作の制作スタッフ（茂垣弘道、三沢伸、金沢比呂司、原田一男など）が独立し、立ち上げたスタジオコメットが引き継いだ（制作体制が整うまで、ぎゃろっぷも制作に参加していた）。
その後『キャプテン翼』の放送が終了してからは資金繰りが悪化し、経営が破綻。1986年7月11日に倒産した。

## 主な作品

### テレビアニメ
| 開始年 | 放送期間         | タイトル               | 備考     |
| ------ | ---------------- | ---------------------- | -------- |
| 1980年 | 4月 - 9月        | がんばれゴンベ         |          |
| 1980年 | 9月 - 1982年10月 | おじゃまんが山田くん   |          |
| 1980年 | 10月 - 1982年6月 | まんがことわざ事典     |          |
| 1982年 | 10月 - 1983年3月 | 愛の戦士レインボーマン | [ 注 1 ] |
| 1982年 | 10月 - 1984年3月 | さすがの猿飛           |          |
| 1983年 | 4月 - 1984年4月  | まんが日本史           |          |
| 1983年 | 10月 - 1986年3月 | キャプテン翼           |          |
| 1984年 | 4月 - 9月        | らんぽう               |          |
| 1984年 | 10月 - 1985年9月 | あした天気になあれ     |          |
| 1985年 | 10月 - 12月      | ハイスクール!奇面組    | [ 注 2 ] |

### 劇場アニメ
| 公開年 | タイトル                                    |
| ------ | ------------------------------------------- |
| 1981年 | おじゃまんが山田くん                        |
| 1985年 | キャプテン翼 ヨーロッパ大決戦               |
| 1985年 | キャプテン翼 危うし! 全日本Jr.              |
| 1986年 | キャプテン翼 明日に向って走れ!              |
| 1986年 | キャプテン翼 世界大決戦!! Jr.ワールドカップ |

### OVA
| 発売年 | タイトル             |
| ------ | -------------------- |
| 1984年 | 黒い雨にうたれて     |
| 1985年 | 酎ハイれもん LOVE30S |

### 制作協力
- 昆虫物語 新みなしごハッチ（制作協力、制作元請：竜の子プロダクション、共同制作：和光プロダクション、アートスタジオ、1974年）
- ゲームセンターあらし（制作協力、制作元請：シンエイ動画、1982年）
- 科学救助隊テクノボイジャー（パイロット版制作協力[注 3]、制作元請：じんプロダクション、1982年頃）